# Theorba
Theorba neboli chitarrone je velká basová loutna rozšířená o dlouhý krk s pražci a basovými strunami připojenými k samostatné hlavici, standardně do celkového počtu čtrnácti. Byla vyvinuta na konci 16. století jako doprovodný nástroj pro tehdy komponovanou hudbu v novém stylu (stile moderno, nuove musiche, seconda prattica) skladatelů jako Claudio Monteverdi, Jacopo Peri, Sigismondo d’India či Giulio Caccini. Používána byla až do poloviny 18. století.

## Ladění
Nejběžněji používané ladění je:

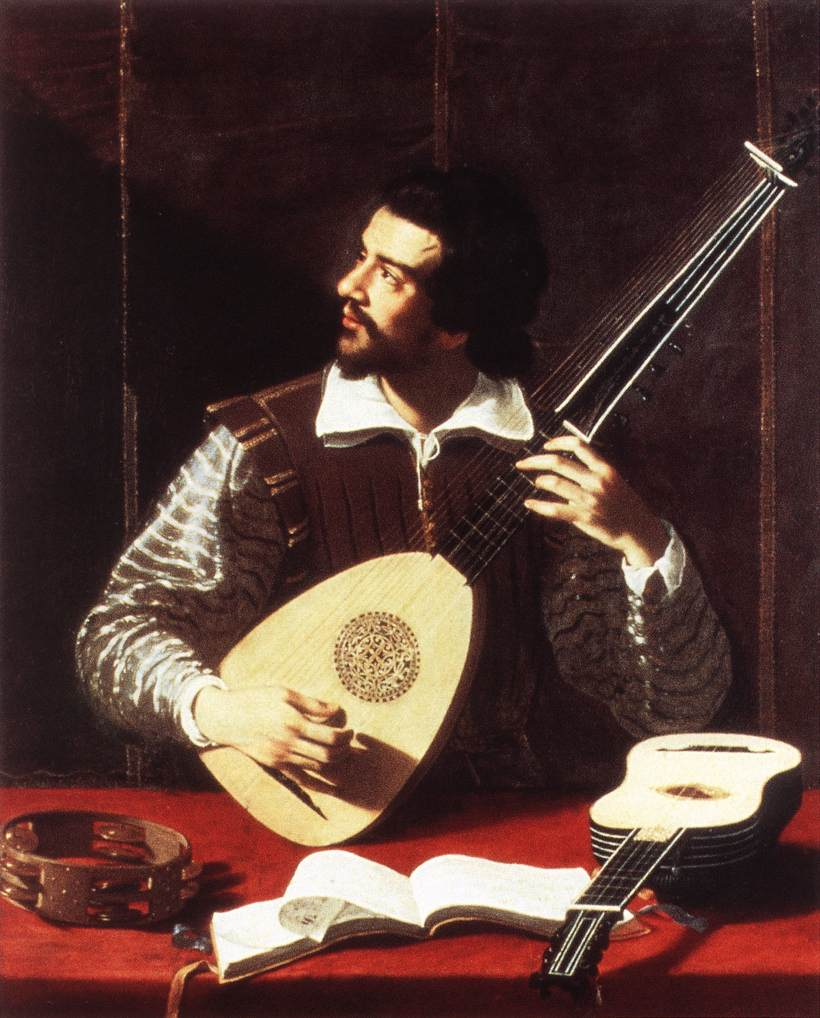
Antiveduto Gramatica: Hráč na theorbu

a, e, h, g, d, A, G, F, E, D, C, H´, A´, G´
Jde o ladění v A, kdy dvě horní struny jsou naladěny o oktávu níže. To je dáno velkou menzurou, kdy na požadovanou tónovou výšku by byly zapotřebí tak tenké struny, že je ze střeva vyrobit nelze. Pravděpodobně se - zvláště na počátku 17. století a na mimořádně velkých nástrojích - používalo také ladění in G.
Struny se používaly střevové - v době vzniku nástroje ještě technologie výroby strun nekombinovala střevo a kov, proto byla pro hluboké tóny zapotřebí velká délka strun. Jsou ale také doklady o výjimečném ostrunění kovem.
Ačkoliv byla theorba zamýšlena především jako nástroj doprovázející sólový hlas (monodie), objevilo se několik skladatelů, kteří – fascinováni hlubokým a nosným zvukem – ji hojně používali jako nástroj sólový. Zejména Giovanni Girolamo Kapsberger a Bellerofonte Castaldi využili ve svých skladbách nástroj až do krajností, často výrazně přesahujících tehdejší hudební zvyklosti ať už v rytmu či v harmonii. Pietro Paolo Melli byl pak dvorním loutnistou císaře Matyáše a jeho nástupce Ferdinanda II., působil i na dvoře v Praze.

## Prameny
Autory dochovaných pramenů obsahujících sólové skladby pro theorbu jsou:
- Alessandro Picinini
- Pietro Paolo Melli
- Giovanni Girolamo Kapsberger
- Bellerofonte Castaldi
- Angelo Michele Bartolotti
- Robert de Visée
- Hurel
- John Wilson

Známým theorbistou byl také Michel Lambert, baletní tanečník a zpěvák na dvoře krále Ludvíka XIV.

## Varianty
Italská theorba je výše popsaná theorba typická pro barokní hudbu italského stylu. Jedním z posledních velkých theorbistů byl Francesco Bartolomeo Conti, který působil ve Vídni.
Francouzská theorba: v průběhu 17. století se theorba ujala také ve Francii jak pro sólové hraní, tak pro basso continuo. Ve Francii druhé poloviny 17. století jsou doklady o theorbe de pieces, což byl nástroj určený pro výuku studentů a pravděpodobně též pro sólové hraní. Stavěl se s menzurou 76 cm a byl kvůli kratší menzuře pravděpodobně laděný o kvartu výše, v d.
Anglická theorba je nástroj, o kterém máme pouze písemné zmínky, neexistují žádné dochované nástroje, ani plány, ani vyobrazení. Dochovány jsou však skladby Johna Wilsona, ze kterých je možno odvodit ladění nástroje v G, s pouze první strunou o oktávu níž.
Německá theorba je nástroj, který byl vyvinut(?) a používán v německém regionu v 1. polovině 18. století. Existují písemnosti dokládající, že S. L. Weiss si nechal upravit starší italskou theorbu podle vlastního přání na nástroj podobnější barokní loutně (jeho sólovému nástroji). Na tuto theorbu pak hrál v drážďanské dvorní kapele, kde byl zaměstnán.

## Současnost
Dnes většina výkonných umělců používá theorbu ve standardizované podobě: menzura 76 cm, 14 jednoduchých strun v ladění a, e, h, g, d, A, G, F, E, D, C, H´, A´, G´. Velikost ani ostrunění nástroje však nikdy nebyly zcela standardizované. Např. při srovnání dochovaných nástrojů italské provenience z první poloviny 17. století, ikonografie a výrobních plánů jde v naprosté většině případů o nástroje s 85-95 cm menzurou a zdvojenými strunami na hmatníku. Ve Francii druhé poloviny 17. století jsou doklady o theorbe de pieces s menzurou 76 cm.

## Varhany
Termín theorba je také využíván pro označení varhanního rejstříku. Na různých územích a různými varhanáři byl realizován různě:
- v 17. a 18. století v Německu jako jazykový rejstřík s jemnějším zvukovým projevem
- od roku 1750 ve Španělsku jako (obvykle) vodorovný jazykový rejstřík („en chamade“) disponovaný jako 8″ nebo 16″ (ovšem se zkrácenými ozvučnami) v pravé polovině manuálu
- koncem 18. století jako smýkavý hlas
- recentně obvykle jako dvoj- až trojřadá pedálová mixtura se zvukovým projevem na pomezí smyčců a jazyků, např. 102/3 + 44/7 + 35/9, 62/5 + 44/7 + 35/9 nebo 62/5 + 44/7 + 22/3